# Jala Brat
Jala, de son vrai nom Jasmin Fazlić, parfois nommé Jala Brat, est un rappeur bosnien né le 16 octobre 1986 à Sarajevo. Il est le fondateur du groupe de hip-hop BluntBylon de Sarajevo et du studio RedEye Vision à Vogošća.
Le 25 novembre 2015, il est annoncé comme un des représentants de la Bosnie-Herzégovine au Concours Eurovision de la chanson 2016, à Stockholm, aux côtés de Dalal, Deen et Ana Rucner.
Leur chanson se nomme Ljubav je.
Le groupe participe à la demi-finale, le 10 mai 2016 mais ne réussissent pas à se qualifier pour la finale du 14 mai.

## Discographie

### Singles
| - 2015 : Ulica Nas Zove Nazad (feat. Destro) - 2015 : Trinidad & Tobago (feat. Buba Corelli) - 2015 : Borba (feat. Buba Corelli) - 2015 : Dom - 2015 : Casino - 2015 : Zvezde Plaću za Nama (feat. Vuk Mob) - 2016 : Anđeo - 2016 : #FreeDemBoyz (feat. Mikan, Klijent & Arma) - 2016 : 21 (feat. Mikan, SMA & Tanjo) - 2016 : Gianni - 2016 : Skandal - 2016 : Stari Radio (feat. Buba Corelli) - 2016 : Skandal (Remix par DJ Miloš S.) - 2016 : Benz (feat. Psiha Delikvento) - 2016 : Dominantna (feat. Dado Polumenta) - 2016 : To me Radi (feat. Maya Berović & Buba Corelli) - 2016 : Folira (feat. Elena) | - 2017 : Ego (feat. Milan Stanković & Buba Corelli) - 2017 : Glamur - 2017 : Otrove (feat. Severina) - 2017 : Bad - 2017 : Ultimatum (feat. Buba Corelli) - 2017 : Mlada i Luda - 2017 : Nema Bolje (feat. Buba Corelli & RAF Camora) |